# شرکت هیپ
هیپ هولدینگ (به انگلیسی: Hipp Holding) یک شرکت تولید کننده غذای کودک و محصولات مراقبت از نوزادان است.
شرکت هیپ به عنوان یکی از پیشگامان در زمینه تولید محصولات غذایی برای نوزادان و کودکان، غذاهای با کیفیت و ارگانیک تولید می کند. هیپ، اولین شرکتی بود که در حوزه تولید نوشیدنی فرآورده‌های گیاهی برای بزرگسالان فعالیت کرد. همچنین، شرکت هیپ در حوزه تحقیقات و توسعه نوآورانه است و در زمینه تحقیقات بالینی و آزمایش‌های بالینی محصولات خود، در کنار دانشگاه‌ها و مراکز تحقیقاتی دیگر به فعالیت می‌پردازد.